# لانگمانت (کلرادو)
لانگمانت (به انگلیسی: Longmont) شهری در ایالت کلرادو کشور ایالات متحده آمریکا است که جمعیت آن در سرشماری سال ۲۰۱۰ میلادی، ۸۶٬۲۷۰ نفر بوده‌است.